# René Kieffer
René Kieffer, född 1930 i Aumetz i Frankrike, död 8 januari 2013 i Lund, var professor i Nya Testamentets exegetik vid Uppsala universitet.
Kieffer växte upp i Luxemburg, där han disputerade som Dr phil, Han kom till Sverige 1965 som dominikanpräst och disputerade i teologi vid Uppsala universitet 1968 på en avhandling om Johannesevangeliet. Åren 1972 till 1989 var han docent och tillförordnad professor vid Lunds universitet och från 1990 till 1995 var han professor vid Uppsala universitet. Han författade flera böcker och artiklar, bland annat flera kommentarband i serien Kommentar till Nya testamentet (KNT) till Johannesevangeliet i två band, samt till Filemonbrevet, Judasbrevet och Andra Petrusbrevet, och i serien Oxford Biblical commentaries (OBC) en kommentar till Johannesevangeliet. Mycket spridd är hans bok Nytestamentlig teologi som varit kurslitteratur vid de teologiska fakulteterna sedan den kom ut 1977. Den översattes till tyska med titeln Die Bibel deuten – das Leben deuten. Einführung in die Theologie des Neuens Testaments 1987. Han var även delaktig i den franska ekumeniska bibelöversättningen Traduction Œcuménique de la Bible (TOB). Han var ledamot av Vetenskapssocieteten i Lund, Nathan Söderblom-Sällskapet och Association Catholique Française pour l'Étude de la Bible.